# جانيس إي. كوني
جانيس إي. كوني (بالإنجليزية: Janice E. Cuny)‏ والمعروفة باسم جان، وهي عالمة كمبيوتر أمريكية. كانت جانيس رائدة في توسيع المشاركة في الحوسبة. وهي الرئيسة السابقة للجنة CRA-W (لجنة وضع المرأة في أبحاث الحوسبة من 1997-2000).

## حياتها
حصلت جانيس على درجة الدكتوراه في علم الحاسوب من جامعة ميشيغان. كانت عضوة في هيئة التدريس في قسم علوم الكمبيوتر في جامعة بيردو من 1981-1983 ؛ ثم عضوة هيئة التدريس في جامعة ماساتشوستس ، ثم في جامعة أوريغون. في عام 2004 ، أصبحت مسؤولة في مؤسسة العلوم الوطنية التي تترأس مبادرة توسيع المشاركة في الحوسبة كما شاركت في مشروع CS 10K وفي عام 2016 قادت مبادرة شراكة العلوم والتكنولوجيا والهندسة والرياضيات.

## الجوائز التي حصلت عليها
في عام 2015 ، حصلت على جائزة SIGCSE لعام 2016 للمساهمات المتميزة في تعليم علوم الكمبيوتر.
وتشمل جوائزها البارزة الأخرى ما يلي:
- 2014 جائزة ريتشارد تابيا.[4]
- جائزة الرؤية الاجتماعية للمرأة في عام 2009 من معهد آنيتا بورغ.[5]
- 2007 جائزة نيكو هابرمان CRA A.[6][7]
- جائزة الرئاسة لعام 2003 للتميز في العلوم والرياضيات والإرشاد الهندسي (PAESMEM) - لـ CRA-W[8]

## وصلات خارجية
National Science Foundation: Janice Cuny, Program Officer